# Institut national de recherche pour l'agriculture, l'alimentation et l'environnement
L’Institut national de recherche pour l'agriculture, l'alimentation et l'environnement (INRAE) est un établissement public à caractère scientifique et technologique (EPST) français sous la tutelle conjointe du ministère de l’Enseignement supérieur et de la Recherche (MESR) et de celui chargé de l’Agriculture et de la Souveraineté alimentaire (MASA).
Créé en 2020, il est issu de la fusion entre l’Institut national de la recherche agronomique (INRA) et l’Institut national de recherche en sciences et technologies pour l'environnement et l'agriculture (IRSTEA).
Selon son décret fondateur, l'INRAE a pour missions « de réaliser, d'organiser et de coordonner, sur son initiative ou à la demande de l'État, tous travaux de recherche scientifique et technologique dans les domaines de l'agriculture, de l'alimentation, de la forêt, de l'environnement, de l'eau, de la biodiversité, de la bioéconomie, de l'économie circulaire, de la gestion durable des territoires et des risques dans les champs de compétence précités ».
L'INRAE compte parmi les premiers instituts au monde pour l'étude des relations entre l'agriculture, l'environnement et l'alimentation,.

## Historique
L’institut est créé le 1er janvier 2020 par fusion de l'INRA et de l’IRSTEA.

## Missions
L'INRAE a pour missions « de réaliser, d'organiser et de coordonner, à son initiative ou à la demande de l'État, tous travaux de recherche scientifique et technologique dans les domaines de l'agriculture, de l'alimentation, de la forêt, de l'environnement, de l'eau, de la biodiversité, de la bioéconomie, de l'économie circulaire, de la gestion durable des territoires et des risques dans les champs de compétence précités ». Dans ce cadre, le décret fondateur distingue 8 types d'actions : 
1. produire, publier et diffuser les connaissances scientifiques résultant de ses travaux de recherche et d'expertise,
2. organiser l'accès libre aux données scientifiques et aux publications (sauf dispositions ou clauses contraires),
3. concourir à l'élaboration de la politique et de la stratégie nationale et européenne de recherche,
4. apporter son concours à l'enseignement supérieur et à la formation à la recherche et par la recherche dans ses domaines de compétence
5. établir et mettre en œuvre des partenariats avec les établissements d'enseignement supérieur et de recherche
6. contribuer à la conception d'innovations technologiques et sociales via la valorisation de ses compétences, de ses savoir-faire et des résultats de la recherche,
7. contribuer au développement de la capacité d'expertise scientifique et technologique, conduire des expertises et contribuer aux activités de normalisation pour répondre aux enjeux du développement durable en appui aux politiques publiques, aux fondations et associations reconnues d'utilité publique,
8. participer aux débats qui portent sur la place de la science et de la technologie dans la société.

## Thématiques de recherche

### Agroécologie
Au sein de cette thématique, l'agroforesterie est un sujet important.

### Alimentation, santé globale
Étude du microbiote.

## Organisation

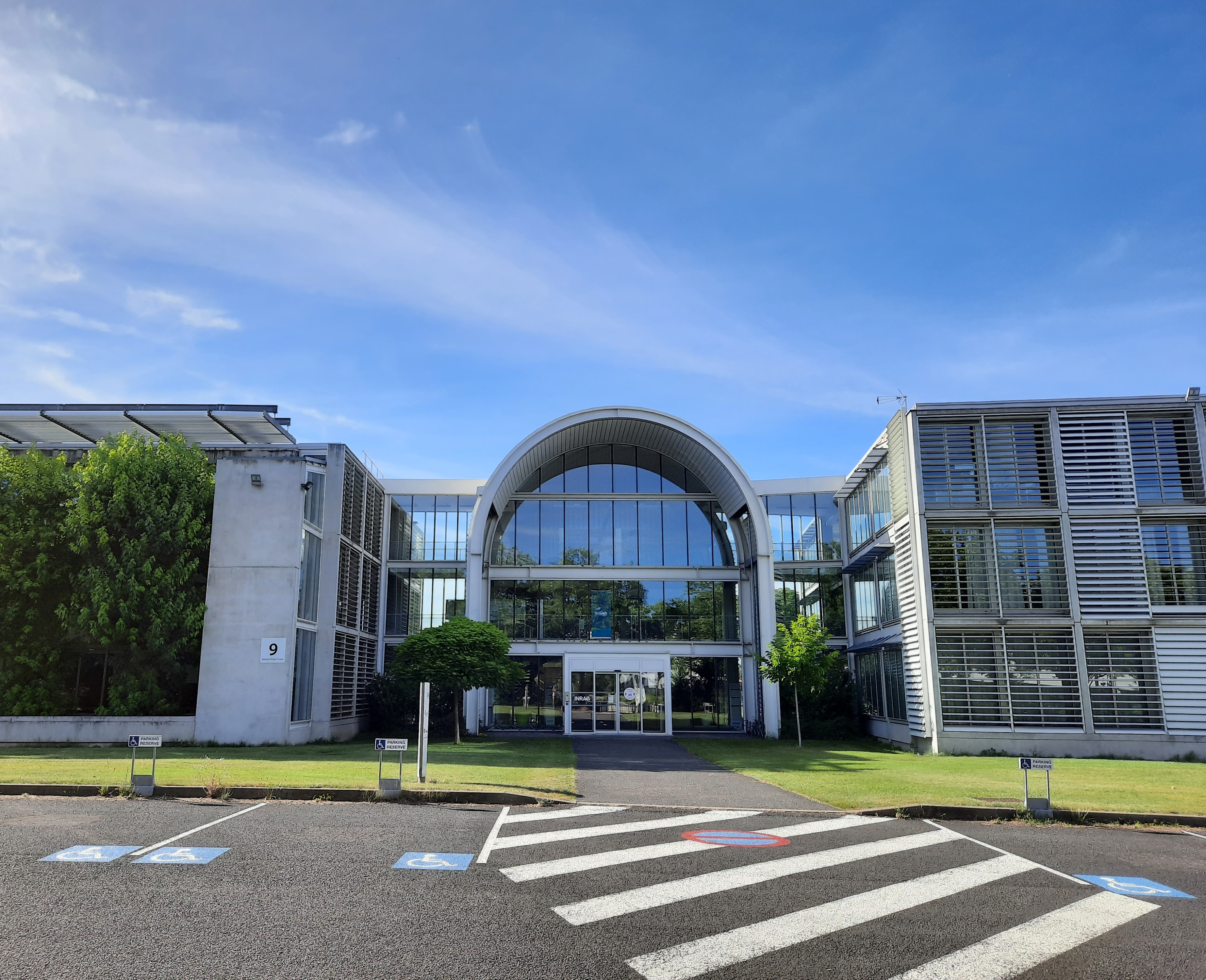
Centre INRAE (ex-IRSTEA) de Clermont-Ferrand.

L'INRAE comporte 14 départements scientifiques dont les membres sont répartis dans 18 centres régionaux, en métropole et dans les territoires d'outre-mer, en plus d'un siège sur 2 sites en région parisienne. Au total, l'INRAE regroupe 268 unités de recherche, de service ou expérimentales.

### Siège et centres de recherche
| \| Dijon · Rennes · Lyon · Paris · Clermont-Ferrand · San-Giuliano · Colmar · Champenoux · Estrées-Mons · Jouy-en-Josas · Versailles · Villenave d'Ornon · Lusignan · Toulouse · Nantes · Avignon · Nouzilly \| Centres de l'INRAE en métropole. |
| Dijon · Rennes · Lyon · Paris · Clermont-Ferrand · San-Giuliano · Colmar · Champenoux · Estrées-Mons · Jouy-en-Josas · Versailles · Villenave d'Ornon · Lusignan · Toulouse · Nantes · Avignon · Nouzilly                                        |

L'INRAE compte un centre-siège "bi-site", à Paris et à Antony (Hauts-de-Seine) et 18 centres régionaux en métropole et dans les territoires d'outre-mer. Ces 18 centres, leurs implantations et leurs axes de recherche sont :  
- Antilles-Guyane (Guadeloupe, Guyane), axé sur les problématiques agri-environnementales insulaires et continentales tropicales[7] ;
- Bourgogne-Franche-Comté (Dijon, Époisses, Poligny), axé sur l’agroécologie, le goût et l’alimentation, les territoires ruraux et périurbains[8] ;
- Bretagne-Normandie (Rennes, Caen, Quimper, Ploudaniel), axé sur la durabilité des systèmes et des filières agricoles sur les territoires à forte densité de production et urbanisés[9] ;
- Clermont - Auvergne-Rhône-Alpes (Clermont-Ferrand, Aurillac, Laqueuille, Saint-Genès-Champanelle, Marcenat, Montoldre), axé sur la nutrition humaine préventive, les céréales, la qualité des produits, les territoires, l’élevage à l’herbe, la robotique appliquée à l’agriculture, le fonctionnement de l’arbre[10],[11];
- Corse (San Giuliano, Corte), axé sur le changement climatique, la différenciation sur les marchés, la gestion durable des ressources, la génétique, les enjeux de santé, les recherches partenariales et participatives[12] ;
- Grand Est-Colmar (Colmar), axé sur les innovations pour une viticulture durable[13] ;
- Grand Est-Nancy (Champenoux, Mirecourt), axé sur l’adaptation des écosystèmes et des sols forestiers, agricoles et urbains aux changements globaux, et la gestion durable de ces territoires[14] ;
- Hauts-de-France (Estrées-Mons, Laon, Arras, Villeneuve-d'Ascq), axé sur la multiperformance de systèmes de grandes cultures pour une bioéconomie durable, et l’hygiène des procédés agroalimentaires[15] ;
- Île-de-France - Jouy-en-Josas - Antony (Jouy-en-Josas, Antony, Saclay-Palaiseau), axé sur la biologie animale, la microbiologie, les sciences de l'aliment et de la chaîne du froid, la gestion des déchets, l'hydrologie, les eaux continentales et les eaux usées[16] ;
- Île-de-France - Versailles-Grignon (Versailles, Thiverval-Grignon), axé sur la biologie des plantes, de l’agriculture et de l’écologie, de l’alimentation et des aliments[17] ;
- Lyon-Grenoble - Auvergne-Rhône-Alpes (Lyon, Grenoble, Thonon-les-Bains), axé sur l'eau, les risques naturels, l'aménagement du territoire, la nutrition humaine et la biologie des plantes[18] ;
- Nouvelle-Aquitaine - Bordeaux (Villenave d'Ornon, Cestas, Saint-Pée-sur-Nivelle), axé sur les sciences du végétal, l'écologie et l'environnement, les sciences humaines et sociales, les neurosciences et la nutrition[19] ;
- Nouvelle-Aquitaine - Poitiers (Lusignan, Surgères), axé sur les prairies, les productions animales et les territoires, pour une agriculture performante et durable[20] ;
- Occitanie - Montpellier (Montpellier, Marseillan-Plage, Gruissan, Narbonne), qui se caractérise par son ouverture vers les pays du sud et sa spécificité méditerranéenne[21] ;
- Occitanie - Toulouse (Toulouse, Roquefort-sur-Soulzon), axé sur la biologie, les biotechnologies et l'agronomie, les sciences végétales, animales et la gestion de la santé, les sciences économiques et sociales et de l’information[22] ;
- Pays de la Loire (Nantes, Angers), axé sur la santé des productions agricoles (végétales et animales), la transformation durable des agro-bioressources (aliments et matériaux) et la qualité sanitaire et nutritionnelle des aliments[23] ;
- Provence-Alpes-Côte d'Azur (Avignon, Antibes-Juan-les-Pins, Aix-Le Tholonet), axé sur les enjeux spécifiques aux objets et territoires méditerranéens : agroécologie et adaptation de l’agriculture et des forêts au changement climatique, ressources hydriques, risques naturels, nutrition humaine[24] ;
- Val de Loire (Nouzilly, Orléans, Bourges), axé sur la dynamique des sols et la gestion de l’environnement, la biologie intégrative des arbres et de la biodiversité associée pour la gestion durable des écosystèmes forestiers, la biologie animale intégrative et la durabilité des systèmes d’élevage, et l'infectiologie et le « One Health »[25].

### Départements scientifiques
L'INRAE comporte 14 départements scientifiques au sein desquels s'insèrent les équipes présentes dans les centres de recherche, une équipe pouvant être sous la tutelles de plusieurs départements : 
- Action, transitions et territoires (ACT), qui étudie les transformations de l’agriculture, des systèmes socio-écologiques et des systèmes alimentaires[26] ;
- Agroécosystèmes (AGROECOSYSTEM), qui cherche à comprendre le fonctionnement et l'évolution des agroécosystèmes[26] ;
- Alimentation humaine (ALIM-H), qui étudie les comportements alimentaires et leurs relations avec la santé, le bien-être et l'environnement[27] ;
- Écosystèmes aquatiques, ressources en eau et risques (AQUA), qui étudie le fonctionnement et l'évolution des écosystèmes aquatiques, du cycle de l’eau et des cycles biogéochimiques[26] ;
- Biologie et amélioration des plantes (BAP), qui vise à produire des connaissances fondamentales et opérationnelles sur le fonctionnement des plantes en interaction avec leur environnement, pour comprendre et optimiser le fonctionnement des agrosystèmes[28] ;
- Écologie et biodiversité (ECODIV), qui étudie la structure, le fonctionnement et l’évolution des écosystèmes forestiers, prairiaux et aquatiques[29] ;
- Économie et sciences sociales (ECOSOCIO), qui vise à comprendre le fonctionnement et les évolutions économiques et sociales de l’agriculture, des industries agroalimentaires et agro-industries, de l’alimentation, des espaces ruraux, en lien avec les enjeux environnementaux, et à éclairer les débats publics et les décisions publiques et privées. Le département ECOSOCIO est le collectif francophone de recherche le plus important en sciences sociales appliquées à l’agriculture, l’alimentation et l’environnement[30] ;
- Génétique animale (GA), qui vise à aider à concevoir des systèmes d’élevage agroécologiques, en contribuant à leurs performances économiques, environnementales et sociales grâce à une meilleure compréhension de la diversité génétique des populations animales domestiques[31] ;
- Mathématiques et numérique (MATHNUM), qui est consacré aux recherches en mathématiques, informatique, sciences de la donnée et technologies du numérique[32] ;
- Microbiologie et chaîne alimentaire (MICA), qui développe des recherches en microbiologie fondamentale et appliquée focalisées sur l'alimentation, la santé animale et humaine et les biotechnologies[33];
- Physiologie animale et systèmes d’élevage (PHASE) qui vise à la conception de systèmes d'élevage durables[34];
- Santé animale (SA), qui étudie la santé des animaux d’élevage en lien avec la santé humaine pour prévenir, détecter et lutter contre les maladies dues aux agents infectieux et chimiques[26] ;
- Santé des plantes et environnement (SPE), qui a pour finalité la protection et la santé des cultures dans le respect de l’environnement, de la plante au paysage[35] ;
- Aliments, produits biosourcés et déchets (TRANSFORM), qui étudie les processus de transformation de matières organiques en aliments et produits biosourcés, et la valorisation des résidus de l’activité humaine[26].

## Direction
| Identité                       | Période         | Période | Durée |
| Identité                       | Début           | Fin     | Durée |
| ------------------------------ | --------------- | ------- | ----- |
| Philippe Mauguin, (né en 1963) | 21 octobre 2020 |         |       |

## Prix
L'INRAE décerne des prix annuels dont le Laurier Espoir scientifique INRAE.

## Publications

### RevueSesame (Sciences et Société, Alimentation, Mondes agricoles et Environnement)
Héritière du Courrier de l'Environnement, la revue Sesame est une revue semestrielle, gratuite et pour tous les publics éditée par la Mission Agrobiosciences-INRAE.
Son identité ? Comme l’indique Philippe Mauguin, PDG d’INRAE et directeur de la publication, dans son édito du premier numéro : « Sesame n’est pas un nouveau support de communication et n’ambitionne pas de porter la voix officielle d’Inrae. Ce positionnement est souhaité et assumé ; il permettra le débat d’idées en confrontant les positions de personnalités de cultures et d’horizons variés ».

## Sciences participatives et relations avec le grand public

### Applications mobiles
L'INRAE participe ou a participé au développement d'applications mobiles, avec notamment pour objectif de favoriser la science participative chez les professionnels ou les citoyens.
Ces applications sont tournées vers : 
- les plantes :
  - Pl@ntNet[43], application lancée en 2013, dans le cadre d'un projet débuté en 2009 et qui permet l'identification des plantes à partir de photographies, grâce à des méthodes d'apprentissage automatique. En 2019, l'application revendiquait 20 000 espèces de plantes identifiées, et plus de 10 millions de téléchargements dans 180 pays ;
  - Vigil’encre[44], une application permettant documenter la présence de l'encre du châtaignier, une maladie causée par des agents pathogènes racinaires ;
  - les Di@gnoplant[45], une suite de 9 applications qui aident à diagnostiquer les maladies des plantes, proposent des méthodes de lutte alternatives, permettent de déclarer un début d’épidémie ou signaler un pathogène émergent. Les applications concernent les tomates, les salades, le melon, la courgette, la vigne, le tabac, les pommes et les prunes. La neuvième application, « Di@gnoplant Biocontrôle » permet d’identifier, de mieux connaître et de gérer les principaux ravageurs des cultures, ainsi que les acteurs de la lutte biologique ;
  - VigiJardin[46], qui synthétise les connaissances sur les principaux ravageurs et maladies que peuvent observer les jardiniers sur différentes espèces végétales et aide à les diagnostiquer ;
  - Vigi-Horti, qui permet d'accéder à des fiches qui décrivent et permettent d'identifier les nuisibles de huit catégories de plantes d’ornement.
- les insectes, en particulier les tiques et les espèces invasives :
  - Signalement Tique[47], pour cartographier le risque de piqûre de tique en France ;
  - Agiir[48], pour étudier à grande échelle la répartition en France de plusieurs insectes envahissant.
- les rivières :
  - CrowdWater[49], qui permet de collecter des données sur les rivières intermittentes à l'échelle européenne.

### Le microbiote français, Le French gut
Le projet Le French Gut est une initiative de science participative majeure portée par l'unité MetaGenoPolis de INRAE en collaboration l'AP-HP et des partenaires publics (AgroParis Tech, Institut national de la santé et de la recherche médicale) ainsi que 11 partenaires privés. Le projet a pour objectif de cartographier le microbiote intestinal humain de 100 000 volontaires en France par analyse métagénomique d'échantillons de selles afin de mieux comprendre sa relation avec le régime alimentaire, les modes de vie et la santé. Cette étude à grande échelle commencée en 2022 dont le coût s'élève à 32 M€ sur 5 ans a déjà convaincu environ 3000 participants dans les 10 jours suivants son lancement. Les chercheurs espèrent que le projet contribuera à l'élaboration de recommandations nutritionnelles préventives et à de nouvelles stratégies thérapeutiques.